# Château de Gorhez
Le château de Gorhez est un château situé à Gorhez, un hameau de la commune d'Aubel dans la province belge de Liège. Le château est situé sur une crête entre les vallées du Berwinne et du Bel, à une altitude d'environ 215 mètres.

## Historique
À l'origine, le château était un alleu, une seigneurie libre ou indépendante. En 1224, le droit de dîme du château est vendu à l'abbaye de Val-Dieu. En 1282, le duc de Brabant est nommé tuteur de Gorhez.
Le château, qui existait déjà au XVIIe siècle, a été reconstruit en 1767 et agrandi d'une aile en 1858 par la famille Nicolaï. À la fin du XXe siècle, le château a été restauré.
Depuis la rue, on voit à gauche l'extension de 1858 et à droite la ferme avec la maison d'habitation, les écuries et la grange.
Le château, construit dans un style classique, est en briques et calcaire et est peint en blanc. Au-dessus de l'entrée principale se trouve un fronton triangulaire et sur le toit se trouve un cavalier de toit avec une flèche gracieuse, qui a été renouvelée en 1925.
La ferme date du XVIIe siècle et a été reconstruite au XVIIIe siècle.

## Parc
Au château se trouvent une maison de jardinier et un parc, dans lequel se trouve une chapelle Saint-Antoine du XIXe siècle de style néoclassique, avec un plan rectangulaire et un chœur fermé à trois côtés.